# Jake Johnson
Pour les articles homonymes, voir Johnson.
Jake Johnson est un acteur, producteur et scénariste américain, né le 28 mai 1978 à Evanston (Illinois).
Il est connu pour son rôle de Nick Miller dans la série New Girl, aux côtés de Zooey Deschanel, ainsi que dans le film Paper Heart.

## Biographie
Mark Jake Johnson Weinberger, dit Jake Johnson, est le fils d'Eve Johnson et de Ken Weinberger, d'origine irlandaise. Il grandit avec sa mère dans une banlieue au nord de Chicago. Il a un frère, Dan, et une sœur, Rachel. Son deuxième prénom lui vient de son oncle, Mark Johnson, décédé en 1977 dans un accident de la route lorsqu'il avait 26 ans,.
Il est marié depuis 2011 à Erin Payne, une artiste qu'il connait depuis 2004. Le couple a des jumelles Elizabeth et Olivia nées en 2014 .

## Filmographie

### Cinéma

#### Longs métrages
- 2007 : Bunny Whipped (en) de Rafael Riera : un joueur de basketball
- 2008 : Redbelt de David Mamet : l'homme en chemise Guayabera
- 2009 : Paper Heart de Nicholas Jasenovec : Nicholas Jasenovec
- 2010 : American Trip (Get Him to the Greek) de Nicholas Stoller : le jazzman
- 2010 : Ceremony (en) de Max Winkler : Teddy
- 2010 : Spilt Milk de Blake Calhoun : Todd
- 2011 : Sex Friends (No Strings Attached) d'Ivan Reitman : Eli
- 2011 : Le Joyeux Noël d'Harold et Kumar (A Very Harold and Kumar 3D Christmas) de Todd Strauss-Schulson : Jesus
- 2012 : Safety Not Guaranteed de Colin Trevorrow : Jeff Schwensen
- 2012 : 21 Jump Street de Phil Lord et Christopher Miller : le principal Dadier
- 2012 : Junk de Kevin Hamedani : Nicholas Jasenovec
- 2013 : Drinking Buddies de Joe Swanberg : Luke
- 2013 : The Pretty One (en) de Jenée LaMarque : Basel
- 2013 : Coffee Town (en) de Brad Copeland : Will, le colocataire
- 2014 : Nos pires voisins (Neighbors) de Nicholas Stoller : Sebastian Cremmington
- 2014 : Cops : Les Forces du désordre (Let's Be Cops) de Luke Greenfield : Ryan O'Malley
- 2015 : Digging for Fire de Joe Swanberg : Tim
- 2015 : Jurassic World de Colin Trevorrow : Lowery Cruthers
- 2016 : Bachelor Party (en) (Joshy) de Jeff Baena : Reggie
- 2016 : Hors contrôle de Jake Szymanski : Ronnie
- 2017 : Win It All de Joe Swanberg : Eddie
- 2017 : Becoming Bond (en) de Josh Greenbaum : Peregrine Carruthers
- 2017 : La Momie (The Mummy) d'Alex Kurtzman : le caporal Chris Vail
- 2018 : Tag : Une règle, zéro limite (Tag) de Jeff Tomsic : Randy « Chilli » Cilliano
- 2022 : Jurassic World : Le Monde d'après (Jurassic World: Dominion) de Colin Trevorrow : Lowery Cruthers
- 2023 : Self Reliance de lui-même : Tommy

#### Courts métrages
- 2006 : The Great Sketch Experiment de John Landis : le concierge
- 2006 : Best Men de Jonny Lee : Danny
- 2007 : This Is My Friend de Jeremy Konner : Jake
- 2011 : Happy Endings Auditions : le directeur du casting (voix)
- 2018 : To Plant a Flag de Bobbie Peers : l'astronuate

#### Films d'animation
- 2014 : La Grande Aventure Lego (The Lego Movie) de Phil Lord et Christopher Miller : Barry (voix originale)
- 2017 : Les Schtroumpfs et le Village perdu (Smurfs: The Lost Village) de Kelly Asbury : le Schtroumpf grognon (voix originale)
- 2018 : Spider-Man: New Generation (Spider-Man: Into the Spider-Verse) de Peter Ramsey, Bob Persichetti et Rodney Rothman : Peter B. Parker / Spider-Man (voix originale)
- 2023 : Spider-Man: Across the Spider-Verse de Joaquim Dos Santos, Kemp Powers et Justin K. Thompson : Peter B. Parker / Spider-Man (voix originale)

### Télévision

#### Séries télévisées
- 2006 : Clark and Michael : le directeur d'audition
- 2007 : Your Magic Touched Me : le diable (série au format court - saison 2, épisode 9)
- 2007 : Derek and Simon: The Show (en) : Jake (6 épisodes, saison 1)
- 2007 : Larry et son nombril (Curb Your Enthusiasm) : l'homme au téléphone (saison 6, épisode 8)
- 2007 : Cautionary Tales of Swords : Fred (série au format court - saison 1, épisode 5)
- 2007 : The Unit : Commando d'élite (The Unit) : Martin (saison 3, épisode 6)
- 2008 : UCB Comedy Originals : rôle inconnu (1 épisode)
- 2009 : Lie to Me : Howard Crease (saison 1, épisode 4)
- 2010 : Funny or Die Presents… : Shirtless Man (saison 1, épisode 10)
- 2010 : Flashforward : Powell (saison 1, épisode 21)
- 2011-2018 : New Girl : Nick Miller (146 épisodes)
- 2012 : NTSF:SD:SUV (en) : Jorgen (saison 2, épisode 2)
- 2013 : Coogan Auto : Derek Guthrie (saison 1, épisode 2)
- 2013 : Ghost Girls : Eddie Hanson (saison 1, épisode 1)
- 2013, 2015 et 2019 : Drunk History (web-série) : William B. Travis (saison 1, épisode 8), Boris Spassky (saison 3, épisode 6) et Chick Gandil (saison 6, épisode 3)
- 2015 : No Activity (en) : Cutler (saison 1, épisode 5)
- 2015 : CollegeHumor Originals (en) : Brad (1 épisode)
- 2016-2017 : Idiotsitter : ? (2 épisodes)
- 2016 et 2019 : Easy : Drew (2 épisodes)
- 2017 : Comrade Detective (en) : Stan (voix uniquement, 5 épisodes)
- 2017-2018 : No Activity (en) : agent de la DEA John Haldeman (2 épisodes)
- 2019–2020 : Stumptown : Grey McConnell (6 épisodes)
- 2020 : Mythic Quest : Doc (saison 1, épisode 5)
- 2022 : Minx : Doug

#### Séries d'animation
- 2011 : Allen Gregory : Joel Zadak (voix originale - 6 épisodes, saison 1)
- 2013-2015 : High School USA! : M. Structor (voix originale, 10 épisodes)
- 2015-2017 : BoJack Horseman : Oxnard (voix originale, 3 épisodes)
- 2016 : Ours pour un et un pour t'ours (We Bare Bear) : Dave (voix originale - saison 2, épisode 10)
- 2016 : Lego Jurassic World: The Indominus Escape (en) : Lowery (voix originale, mini-série en 5 épisodes de 22 minutes)

Prochainement
- 2020 : Hoops : entraîneur Ben Hopkins (voix originale, 10 épisodes prévus - en préproduction[2])

### Jeux vidéo
- 2015 : Lego Jurassic World : Lowery Cruthers (voix originale)
- 2015 : Lego Dimensions : Lowery Cruthers (voix originale)

## Voix francophones
En version française et québécoise, plusieurs comédiens se sont succédé pour doubler Jake Johnson. Jérémy Prévost l'a notamment doublé à huit reprises.
En France
| - Jérémy Prévost dans : - Paper Heart - Ceremony - Sex Friends - La Momie - Tag : Une règle, zéro limite - Inoubliable Ollie (mini-série) - Roar (série télévisée) - Minx (série télévisée) - Stéphane Roux dans : - Jurassic World - Jurassic World : Le Monde d'après - Damien Ferrette dans : - Stumptown (série télévisée) - Mythic Quest (série télévisée) | - Valentin Merlet dans : - Spider-Man: New Generation (voix) - Spider-Man : Across the Spider-Verse (voix) et aussi - Sébastien Desjours dans The Unit : Commando d'élite (série télévisée) - Laurent Larcher dans Flashforward (série télévisée) - Nicolas Beaucaire dans New Girl, (série télévisée) - Guillaume Lebon dans 21 Jump Street - Olivier Cordina dans La Grande Aventure Lego (voix) - Nicolas Matthys dans Cops : Les Forces du désordre - Philippe Allard dans Digging for Fire - Cédric Ingard dans Hors contrôle - Thibaut Belfodil dans Easy (série télévisée) - Serge Biavan dans Les Schtroumpfs et le Village perdu (voix) |